# Challenger de Santo Domingo
El Santo Domingo Open, actualmente conocido como RD Open, originalmente conocido como Milex Open es un torneo de tenis profesional jugado en canchas al aire libre de arcilla verde, forma parte del ATP Challenger Tour. El torneo se lleva a cabo actualmente en Santo Domingo, República Dominicana, desde 2015.

## Resultados

### Individuales
| Año  | Campeón             | Finalista               | Resultado      |
| ---- | ------------------- | ----------------------- | -------------- |
| 2015 | Damir Džumhur       | Renzo Olivo             | 7–5, 3–1, ret. |
| 2016 | Guido Andreozzi     | Nicolas Kicker          | 6–0, 6–4       |
| 2017 | Víctor Estrella     | Damir Džumhur           | 7–6(4), 6–4    |
| 2018 | Christian Garín     | Federico Delbonis       | 6–4, 5–7, 6–4  |
| 2019 | Juan Pablo Varillas | Federico Coria          | 6-3, 2-6, 6-2  |
| 2020 | No Celebrado        | No Celebrado            | No Celebrado   |
| 2021 | No Celebrado        | No Celebrado            | No Celebrado   |
| 2022 | Pedro Cachin        | Marco Trungelliti       | 6-4, 2-6, 6-3  |
| 2023 | Pedro Cachin        | Genaro Alberto Olivieri | 7-5, 2-6, 6-4  |

### Dobles
| Año  | Campeones                                | Finalistas                                   | Resultado            |
| ---- | ---------------------------------------- | -------------------------------------------- | -------------------- |
| 2015 | Roberto Maytín Hans Podlipnik-Castillo   | Romain Arneodo Benjamin Balleret             | 6–3, 2–6, [10–4]     |
| 2016 | Ariel Behar Giovanni Lapentti            | Jonathan Eysseric Franko Škugor              | 7–5, 6–4             |
| 2017 | Juan Ignacio Londero Luis David Martínez | Daniel Elahi Galán Santiago Giraldo          | 6–4, 6–4             |
| 2018 | Miguel Ángel Reyes Leander Paes          | Ariel Behar Roberto Quiroz                   | 4–6, 6–3, [10–5]     |
| 2019 | Ariel Behar Gonzalo Escobar              | Orlando Luz Luis David Martínez              | 6–7(5), 6–4, [12–10] |
| 2020 | No Celebrado                             | No Celebrado                                 | No Celebrado         |
| 2021 | No Celebrado                             | No Celebrado                                 | No Celebrado         |
| 2022 | Ruben Gonzales Reese Stalder             | Nicolás Barrientos Miguel Ángel Reyes-Varela | 7–6(5), 6–3          |
| 2023 | Pedro Boscardin Dias Gustavo Heide       | Diego Hidalgo Cristian Rodríguez             | 6–4, 7–5             |